# 제임스 헤이븐
제임스 헤이븐(James Haven, 1973년 5월 11일 ~ )은 미국의 배우, 영화 제작자이다. 안젤리나 졸리의 오빠이다.

## 출연 작품
- 딥 인 더 하트 (2011)
- 밸리데이션 (2007)
- 스테이 얼라이브 (2006)
- 트러델 (2005)
- 브레이킹 다운 (2004)
- 몬스터 볼 (2001)
- 오리지널 씬 (2001)
- 스크랩북 (1999)
- 지아 (1998)